# SMR – Samvardhana Motherson Reflectec
SMR – Samvardhana Motherson Reflectec ist ein Zulieferunternehmen der Automobilindustrie mit Hauptsitz im südenglischen Portchester (bei Portsmouth, Grafschaft Hampshire) und Teil von Samvardhana Motherson International. Vor dem 1. August 2009 hieß das Unternehmen noch Visiocorp plc. SMR ist der weltgrößte Hersteller von Rückspiegeln für Personenkraftwagen.

## Geschichte
Das Unternehmen wurde 1932 von Alfred Schefenacker senior (* 3. Juni 1912 in Esslingen am Neckar, † 21. Oktober 1995; Ehrenbürger von Schwaikheim) und Eugen Reitter (* 29. Mai 1880 in Bad Wildbad, † 10. August 1935;) unter dem Namen Reitter & Schefenacker in Esslingen gegründet. Produziert wurden zunächst Fahrzeuginnenbeleuchtungen, ab 1938 auch Rückleuchten, seit 1950 zudem Pkw-Außenspiegel. 1969 wurden innenverstellbare Pkw-Außenspiegel ins Programm aufgenommen. 1985 nahm Schefenacker die damals weltgrößte Mehrfarben-Spritzformungsmaschine in Betrieb. 1995 kam ein Werk zur Spiegelfertigung in Ungarn hinzu.
2000 übernahm Schefenacker unter Leitung von Alfred Schefenacker junior den Konkurrenten Britax (mit Werken in den USA, dem Vereinigten Königreich, Frankreich, Spanien, Indien, Korea und Australien) und wurde dadurch Weltmarktführer bei Pkw-Außenspiegeln. Durch diese aus strategischen Gründen erfolgte, weitgehend fremdfinanzierte Übernahme und negativ wirkende Wechselkursentwicklungen im internationalen Geschäft geriet Schefenacker in den ersten Jahren des 21. Jahrhunderts in immer größere wirtschaftliche Schwierigkeiten.
2004 wurde der Unternehmenssitz nach Schwaikheim verlegt. 2005 konnte die im koreanischen Zweig bestehende Fertigung in ein neu erbautes Werk verlagert werden. Im selben Jahr führte Schefenacker das erste auf Videotechnik basierende System zur Erkennung von toten Winkeln ein. Ein Jahr darauf übernahm Schefenacker die Firmengruppe Engelmann (Hersteller von Außen- und Innenspiegeln sowie Tankdeckeln).
2006 stiegen aufgrund der wirtschaftlichen Probleme die beiden Hedgefonds Blue Bay und Davidson Kempner ein und hielten seither 77 Prozent. Sie finanzierten die Beteiligung allerdings mit Fremdkapital, refinanziert durch auf das übernommene Unternehmen übertragene Schulden. Im Zuge der nachfolgenden Sanierungsbemühungen wurde der Hauptsitz 2007 nach Portchester verlegt, um eine Insolvenz nach deutschem Recht zu vermeiden (britisches Insolvenzrecht erlaubt bei einer Überlebenswahrscheinlichkeit von mehr als 50 Prozent die Aufrechterhaltung des Betriebs). Ebenfalls noch 2007 wurde der Geschäftsbereich Rückleuchten des Unternehmens Schefenacker im Dezember 2007 abgetrennt (seither als eigenständige Odelo firmierend) und der verbliebene Spiegelhersteller umfirmiert in Visiocorp. Alfred Schefenacker gehört seither noch ein Anteil von 23 Prozent an SMR.
Im Juli 2008 wurde auch der Geschäftsbereich Sound veräußert. In China entstand mit Ningbo Huaxiang das 50/50-Gemeinschaftsunternehmen Ningbo Visiocorp Huaxiang Automotive Mirrors Co. für den chinesischen Markt. Im Dezember verkaufte Visiocorp das Firmengelände in Schwaikheim samt Gebäuden an die Alfred Kärcher GmbH & Co. KG und ist seitdem Mieter.
Aufgrund der aufgelaufenen Schulden (die in den Medien veröffentlichten Schätzungen liegen bei zuletzt rund 300 Millionen Euro) und Auftragsrückgängen im Zuge der weltweiten Krise in der Automobilindustrie musste das Unternehmen, das für wichtige Automodelle einziger Spiegellieferant ist, bereits ab Mitte der 2000er Jahre von den Herstellern bei den Konditionen unterstützt werden. Alfred Schefenacker brachte nochmals Kapital in zweistelliger Millionenhöhe ins Unternehmen ein.
Am 3. März 2009 wurde Visiocorp durch eine Tochtergesellschaft von Motherson Sumi Systems Limited (MSSL), Samvardhana Motherson Visiocorp Solution Ltd., für ca. 25 Millionen Euro und Anteile im Wert von ca. 1,5 Millionen Euro übernommen. Visiocorp arbeitete bereits seit mehreren Jahren mit Motherson zusammen, in Indien bestehen zwei als Gemeinschaftsunternehmen Visiocorp Motherson Ltd. geführte Werke.